# Zdravko Mlinar
Zdravko Mlinar, slovenski sociolog in akademik, * 30. januar 1933, Stara vas, Žiri.
Je redni profesor za prostorsko sociologijo (v pokoju) in zaslužni profesor Univerze v Ljubljani.

## Življenje in delo
Diplomiral je na Pravni fakulteti v Ljubljani leta 1958. Podiplomsko je študiral sociologijo na Inštitutu za družbene znanosti v Beogradu. Leta 1960 je postal asistent za sociologijo na Pravni fakulteti UL in tam doktoriral leta 1967. Od leta 1963 do 1968 je bil raziskovalec na Inštitutu za sociologijo in filozofijo, od leta 1968 izredni, od 1974 pa redni profesor na FSPN/FDV do upokojitve 1997. V obdobju 1974–76 je bil dekan fakultete. Na raziskovalnem področju je ustanovil Center za prostorsko sociologijo. To področje sociologije je uveljavljal tudi v interdisciplinarnem povezovanju študija prostorskega, urbanističnega in krajinskega planiranja.
Za izrednega člana SAZU je bil izvoljen leta 1981, za rednega člana pa leta 1987; od aprila 1995 do maja 1998 je bil načelnik oddelka za družbene vede, od maja 1996 do  aprila 1999 pa tudi tajnik I. razreda (za zgodovinske in družbene vede); od leta 2004 je tudi dopisni član Hrvatske akademije znanosti i umjetnosti (HAZU) v Zagrebu.
Kot prvi na Slovenskem in v mednarodnem merilu je raziskovalno in pedagoško zasnoval predmetno področje prostorske sociologije, ki jo je pojasnjeval v najširšem kontekstu večnivojske obravnave družbenostrukturnih sprememb in vloge akterjev oziroma človeka kot posameznika. Pri tem je povezoval in presegal okvire urbane in ruralne sociologije, lokalne samouprave, urbanizma in regionalnih raziskav ter razkrival regularnosti družbenih sprememb še zlasti z vidika procesov individualizacije, globalizacije in informatizacije. Preučeval je dinamiko protislovnosti prežemanja in izključevanja nasprotij, ki presega zastarele predstave o logiki »zero sum game«, npr. med lokalnim in globalnim, med homogenizacijo in diverzifikacijo, med deteritorializacijo in reteritorializacijo ipd. Družbeno preobrazbo pojasnjuje kot sproščanje akterjev v preseganju ločnic z vidika prostorske, časovne, sektorske in hierarhične organizacije. Raziskuje spremembe v prostorski organizaciji javnega in zasebnega življenja. Pri tem se osredotoča na sfero pristnega življenja prebivalcev, na njihovo dejansko udeležbo, vpliv in stike v prostoru, še posebej pa na vprašanja o (ne)spodbudnem okolju za ustvarjalnost. Njegovo soavtorsko delo s Henryjem Teuneom Developmental Logic of Social Systems (1978) je Encyclopedia Britannica uvrstila med temeljna svetovna dela teorije (grand theories) družbenega razvoja v kontekstu večstoletnih sprememb.
Sicer pa velja za enega ključnih utemeljevalcev in usmerjevalcev uveljavljanja sociologije na Slovenskem in v širšem prostoru. Več desetletij si je prizadeval tako za njeno profesionalizacijo kot za njeno socializacijo (public sociology). Bil je soustanovitelj (1965) in prvi predsednik Slovenskega sociološkega društva. V tej vlogi je prvi predlagal združitev treh področij študija v novi fakulteti UL-FSPN. Kot predsednik Jugoslovanskega sociološkega združenja je uveljavil njegovo najbolj aktivno vlogo. Vsebinsko je zasnoval in vodil vrsto znanstvenih srečanj na Slovenskem in na osmih svetovnih kongresih Mednarodnega sociološkega združenja (ISA), v katerem je deloval tudi kot (pod)predsednik dveh sekcij (RC). V okviru ISA je že 1990 uvedel razprave o globalizaciji z vidika teritorialnih identitet in je soustanovitelj enote za sociologijo lokalno-globalnih odnosov.
Kot profesor in raziskovalec je sodeloval na številnih univerzah in znanstvenih ustanovah po svetu, npr. na Univerzi Pensilvanije, Philadelphia; University of Oregon, Eugene; State University of New York, Buffalo; Center for International Studies, Cornell University, Ithaca; University of North Carolina, Chapel Hill; Institute of Development Studies, University of Sussex, Brighton; CIRCOM (Centre International de Recherches sur les Communautés Coopératives Rurales), Tel Aviv; Istituto di Sociologia Internazionale, Gorica; Instytut Filozofii i Socjologii PAN, Varšava; The Rockefeller Foundation Bellagio Center, Italija; Interuniverzitetni center za podiplomski študij, Dubrovnik; Inter-agency mission (ILO, FAO, UNESCO, UNIDO …) v Colombu na Cejlonu; Wiener Institut für Entwicklungsfragen, Dunaj; Bartlett School of Architecture and Planning, London; Arhitektonski fakultet, Beograd. Imel je številna ad hoc vabljena predavanja, npr. na Institut d'Études Politiques de Paris, Sorbona, Pariz; na Universität Trier, Trier; na Slovaški akademiji znanosti idr.
Njegova bibliografija vključuje več kot 900 enot; je avtor ali soavtor več kot 20 samostojnih publikacij. Objavljal je v več kot dvajsetih strokovnih revijah v mednarodnem merilu (v osmih tujih jezikih) in v tridesetih v Sloveniji oz. Jugoslaviji. Med drugim v: International Journal of Urban and Regional Research, Annals of the American Academy of Political and Social Sciences, International Journal of Sociology and Social Policy, Architecture et Comportment, Espaces et Sociétés, Studia sociologiczno-politiczne, Comparative Political Studies, Sociologičeskie issledovaniâ, Revue de l'Est, La Ricerca sociale, Sociologia urbana e rurale, International Journal of Sociology of Language. Bil je član uredniških svetov in odborov družboslovnih revij: Space and Polity, International Journal of Sociology and Social Policy, International Journal of Sociology, La Ricerca Sociale, The Journal of Conflict Resolution, International Studies Quarterly, Regional Contact, korespondent v reviji Espaces et Sociétés; je tudi predsednik sveta revije Teorija in praksa in Žirovskega občasnika.

#### Pomembnejša dela
Med njegovimi pomembnimi deli so:
- Sociologija lokalnih skupnosti, 1974
- Local Government and Rural Development in Yugoslavia, 1974
- Developmental Logic of Social Systems (s H. Teunejem), 1978
- Social Ecology of Change (soavtor), 1978
- Humanizacija mesta, 1983
- Protislovja družbenega razvoja, 1986; Proturječnosti društvenog razvoja, 1988
- Globalization and Territorial Identities (soavtor), 1992
- Individuacija in globalizacija v prostoru, 1994
- Osamosvajanje in povezovanje v evropskem prostoru (soavtor), 1995
- Globalization. A scientific issue? (soavtor), 1999
- Demokratizacija, profesionalizacija in odpiranje v svet (urednik), 2004
- Življenjsko okolje v globalni informacijski dobi: Prostorsko-časovna organizacija bivanja, 2008; O sociološkem razgrinjanju življenja v prostoru in času (soavtor) – tematska številka Teorije in prakse (2–3/2010), posvečena 50-letnici sociologije in sociološkega delovanja Zdravka Mlinarja; z inovativnim nadgrajevanjem tradicije vstopajo v svet, 2011
Globalizacija bogatí in/ali ogroža?, 2012
- tri televizijske oddaje na temo Ljudje in mesto (1978/79)

- ob njegovi 80-letnici je SAZU izdala zbornik Globalizacija v dobro ali zlo? (2013, ur. Slavko Splichal)
- zasnoval in uredil je zbornik Kakšna Sociologija? Za kakšno družbo? (2016, ob 50-letnici Slovenskega sociološkega društva)
- Družboslovno raziskovanje med profesionalizacijo in podružbljanjem - prvi zvezek, 2022
- Družboslovno raziskovanje med profesionalizacijo in podružbljanjem - drugi zvezek: Občanska znanost, 2024
- urednik in soavtor zbornika Izzivi občanskega raziskovanja : Izkušnje in pričakovanja iz Žirov in od drugod, Žiri: Muzejsko društvo; Občina Žiri, 2022. Zv. 2 (sourednik Alojz Demšar; z lastnimi članki vključenih ok. 90 avtorjev, s skupinskimi soavtorji pa ok. 150; čez 1000 strani)

#### Nagrade in priznanja
Prejel je študentsko nagrado univerzitetnega sveta Univerze v Ljubljani (1958); nagrado Sklada Borisa Kidriča za knjigo Humanizacija mesta (1985); red dela z zlatim vencem (1983); nagrado za knjigo Protislovja družbenega razvoja (1986) kot najboljšo knjigo s področja družbenih znanosti v Jugoslaviji (1987); nagrado Republike Slovenije za vrhunske znanstvene dosežke na področju sociologije (1995); naslov zaslužnega profesorja Univerze v Ljubljani (1998), častni znak svobode Republike Slovenije (2002), plaketo za posebne zasluge in dosežke pri širjenju ugleda Fakultete za družbene vede (2009) ter priznanje društva Gluhoslepih Slovenije – DLAN (2022). Je častni član Slovenskega sociološkega društva (od 1980), član SAZU (izredni 1981, redni od 1987), dopisni član HAZU (2004). Leta 2023 je ob svoji 90-letnici postal častni občan Občine Žiri.